# (A Ballad of) A Peaceful Man
| Recensione | Giudizio |
| ---------- | -------- |
| AllMusic   |          |

(A Ballad of) A Peaceful Man è il secondo album del gruppo musicale britannico Gravy Train, pubblicato dalla Vertigo Records nel 1971.

## Tracce LP
LP (1971, Vertigo Records, 6360 051)
Lato A
Testi e musiche di Gravy Train.
1. Alone in Georgia – 4:35
2. (A Ballad of) A Peaceful Man – 7:05
3. Jule's Delight – 6:55

Lato B
Testi e musiche di Gravy Train.
1. Messenger – 5:55
2. Can Anybody Hear Me – 2:50
3. Old Tin Box – 4:45
4. Won't Talk About It – 3:00
5. Home Again – 3:25

## Tracce CD
CD (2006, Repertoire Records, REP 5060)
Testi e musiche di Gravy Train.
1. Alone in Georgia – 4:33
2. (A Ballad of) A Peaceful Man – 7:10
3. Jule's Delight – 6:58
4. Messenger – 5:59
5. Can Anybody Hear Me? – 3:00
6. Old Tin Box – 4:47
7. Won't Talk About It – 3:09
8. Home Again – 3:30
9. Alone in Georgia – 3:59 – Traccia bonus - Versione singolo

## Formazione
- Norman Barratt – voce solista, chitarra solista
- J.D. Hughes – flauto, tastiere, sassofono, cori
- Les Williams – basso, cori
- Barry Davenport – batteria, percussioni

### Produzione
- Jonathan Peel – produzione (per la Mike Vaughan Productions Ltd)
- Registrazioni effettuate al Olympic Sound Studios di Londra (Inghilterra)
- Keith Harwood – ingegnere delle registrazioni
- Jeremy Gee – assistente ingegnere delle registrazioni
- Robert Lambert  e Robert Lee – foto copertina album [2]